# Florian Loshaj
Florian Loshaj (ur. 13 sierpnia 1996 w Srbicy) – kosowski piłkarz, występujący na pozycji pomocnika.

## Kariera klubowa
Grę w piłkę nożną rozpoczął w akademii klubu KRC Genk, gdzie przeszedł przez wszystkie szczeble juniorskie. W sezonie 2015/16 rozpoczął występy w zespole U-21. Na początku 2016 roku został wypożyczony na okres jednej rundy do holenderskiego MVV Maastricht (Eerste Divisie). 11 kwietnia 2016 rozegrał pierwszy mecz na poziomie seniorskim przeciwko Fortunie Sittard, wygrany 2:1. W maju 2016 roku został graczem MVV na zasadzie transferu definitywnego, podpisując dwuletni kontrakt. Łącznie przez 2,5 roku rozegrał dla tego zespołu 51 spotkań w których zdobył 2 bramki. Po wygaśnięciu umowy przez 7 miesięcy pozostawał bez klubu. W styczniu 2019 roku, po dwumiesięcznych treningach w Roda JC Kerkrade, podpisał półroczny amatorski kontrakt. W rundzie wiosennej sezonu 2018/19 rozegrał na poziomie Eerste Divisie 9 meczów, nie zdobył żadnego gola.
Latem 2019 roku związał się trzyletnią umową z CSM Politehnica Jassy. 13 lipca zaliczył debiut w Liga I w zremisowanym 1:1 spotkaniu z CFR 1907 Cluj, w którym strzelił bramkę. W rundzie jesiennej sezonu 2019/20 rozegrał 19 ligowych meczów, wszystkie zaczynając w podstawowym składzie i zdobył 3 gole. 
W styczniu 2020 roku został wykupiony przez Cracovię prowadzoną przez Michała Probierza, z którą podpisał trzyipółletni kontrakt. 7 lutego 2020 zadebiutował w Ekstraklasie w wygranym 1:0 wyjazdowym spotkaniu przeciwko Arce Gdynia. Z Cracovią zdobył Puchar Polski w sezonie 2019/2020. 31 sierpnia 2023 rozwiązał kontrakt z klubem za porozumieniem stron, rozgrywając 15 meczów i zdobywając jednego gola w sezonie 2022/2023.
W lutym 2023 został piłkarzem tureckiego klubu İstanbulspor.

## Kariera reprezentacyjna
Jesienią 2017 roku zaliczył 3 występy w reprezentacji Kosowa U-21 w eliminacjach Mistrzostw Europy 2019 przeciwko Norwegii (3:2) Niemcom (0:1) i Azerbejdżanowi (0:0).
W 2019 roku otrzymał od selekcjonera Edoardo Reji propozycję gry w reprezentacji Albanii, którą odrzucił, tłumacząc to chęcią gry dla Kosowa. W grudniu 2019 roku otrzymał od Bernarda Challandesa powołanie do seniorskiej reprezentacji Kosowa na towarzyskie spotkanie ze Szwecją w Doha. W meczu rozegranym 12 stycznia 2020 wystąpił on w podstawowym składzie, a jego zespół uległ rywalom 0:1.

## Sukcesy

### Cracovia
- Puchar Polski: 2019/2020

## Życie prywatne
Urodził się w 1996 roku w Srbicy jako dziecko kosowskich Albańczyków. Z powodu wojny domowej w Kosowie jego rodzina w 1999 roku wyemigrowała do Belgii i osiadła w gminie As. Posiada on obywatelstwo kosowskie, a także belgijskie, które nabył w 2015 roku.